# Nord-Westliche Armee
Die Nord-Westliche Armee (russisch Се́веро-За́падная а́рмия Sewero-Sapadnaja armyja, kurz russisch СЗА SSA) war eine Streitmacht der Weißen Armee und war zwischen Estland und Petrograd während des russischen Bürgerkrieges aktiv.

## Entstehung

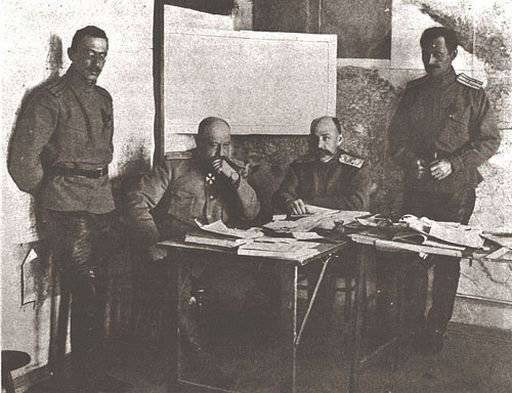
General Judenitsch mit seinem Stab

Die Nord-Westliche Armee entstand aus den Plänen einer Gruppe ultrareaktionärer Offiziere aus Petrograd. Im Sommer 1918 planten sie den Aufbau einer Truppe im vom Deutschen Kaiserreich kontrollierten Gebiet und mit deutscher Unterstützung, um den Bolschewiki entgegenzutreten. Die Deutschen stimmten dem Plan zu, einen Teil ihrer Truppen an die Westfront zu verlegen und in der ehemaligen russischen Hauptstadt ein neues, sympathisierendes Regime zu etablieren.
Die Armee war am 10. Oktober 1918, kurz vor dem deutschen Abzug, in der Stadt Pskow als Nördliches Korps aufgestellt worden. Das Korps zählte etwa 6.000 Mann, wobei ein Viertel davon Offiziere der zaristische Armee. Die restlichen Teile setzte aus einheimischen Rekruten, aus Petrograd geflohenen Offizieren und von den Deutschen befreiten Kriegsgefangenen zusammen.
Die Deutschen hatten der neuen Truppe umfangreiche Ausrüstung versprochen. Als diese jedoch aufgrund des deutschen Waffenstillstands nicht eintraf, geriet die Armee in Schwierigkeiten und war schlecht mit Waffen und Nachschub versorgt. Aufgrund schlechter Führung und Ausrüstung musste sie sich Ende November nach Estland zurückziehen. Die estnische Regierung, die angesichts des bolschewistischen Vormarsches in Schwierigkeiten geriet, erklärte sich bereit die Truppen auf ihrem Territorium aufzunehmen und zu versorgen. Im Gegenzug sollte die Armee unter der Kontrolle der estnischen Armee stehen, auch wenn die ideologischen Differenzen zwischen den Tallinn-Unabhängigkeitsbefürwortern und den russischen Ultranationalisten sehr groß waren.
Die Nord-Westliche Armee verteidigte gemeinsam mit der estnischen Armee und den finnischen konterrevolutionären Truppen von Carl Gustaf Emil Mannerheim die neue Hauptstadt Estlands gegen den Vormarsch der bolschewistischen Truppen. Diese hatten Anfang 1919 große Teile Lettlands und Litauens eingenommen. Mit Hilfe des Nördlichen Korps gelang es den Esten, den bolschewistischen Vormarsch aufzuhalten und die Kontrolle über Nordlettland zu übernehmen.

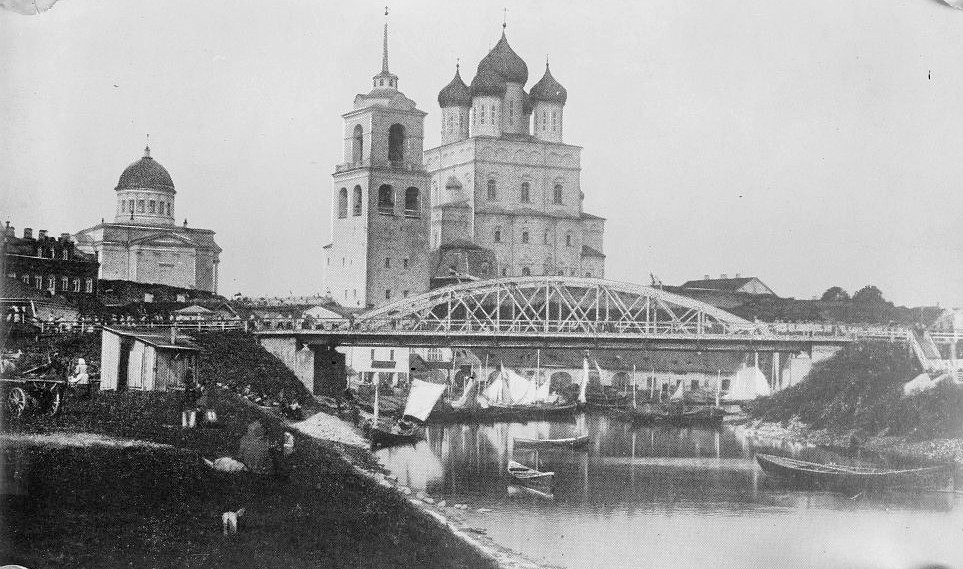
Die Stadt Pskow, welche mehrmals den Besitzer wechselte

Mindestens sechs ehemalige zaristische Generäle wetteiferten um die effektive Führung der Truppen, die schließlich Alexander Pawlowitsch Rodsjanko zufiel. Rodsjanko war ein hervorragender Reiter, aber ein schlechter Stratege. Rodsjanko gelang es, den Zusammenhalt der Organisation zu wahren und die Beziehungen zu den estnischen Behörden zu verbessern. Ab dem 13. Mai 1919 konnte dadurch eine gemeinsame Offensive gegen die Bolschewiki gestartet werden, welche noch im gleichen Monat zur Einnahme von Pskow und Jamburg führte.
Rodsjankos Vormarsch brachte fast eine halbe Million Einwohner unter die Herrschaft Judenitschs, der im Exil in Helsinki lebte. Seine Regierung war jedoch katastrophal und Rodsjankos Untergebene entfesselten eine Terrorwelle gegen diejenigen, die verdächtigt wurden die Bolschewiki zu unterstützen. Auch gingen sie gegen die jüdische Bevölkerung im Allgemeinen vor. Judenitsch war ein Zarist und Gegner von Veränderungen nach den Revolutionen von 1917. Er beharrte auf seiner Ablehnung politischer Fragen und versuchte, sich ausschließlich auf militärische Kampagnen zu konzentrieren. Seine Regierung, die kaum mehr als eine Fassade zur Beruhigung der Triple Entente war, wurde nicht gegründet um das Land zu regieren. Vielmehr sollte sie die militärische Eroberung zu erleichtern.

## Vorbereitung zur Eroberung Petrograds

### Verhandlungen mit Finnland
Judenitsch war trotz seiner Abneigung gegen die finnischen Nationalisten von der Notwendigkeit einer Kooperation zur Eroberung Petrograds überzeugt. Dafür versprach er die Unabhängigkeit Finnlands nach dem Krieg anzuerkennen. Alexander Wassiljewitsch Koltschak, den Judenitsch im Mai als oberste Autorität anerkannt hatte, lehnte dieses Zugeständnis jedoch ab. Die große finnische Armee mit über 100.000 Mann rund um den Ladogasee war die Hauptsorge der bolschewistischen Behörden in Petrograd. Weil jedoch die Generäle der Weißen Armee unnachgiebig blieben, durften sie diese Armee nicht zur Unterstützung einsetzen. Mannerheim, der von Judenitsch und seinen Vorgesetzten keine Anerkennung der finnischen Unabhängigkeit und der von ihm geforderten territorialen Zugeständnisse erreichen konnte, verweigerte ihnen seine Unterstützung und verbot den Einheiten auf ihrem Territorium zu operieren. Die Triple Entente traf am 7. Juli 1919 in Paris zusammen und beschloss, die finnische Beteiligung nicht zu unterstützen und die Waffen- und Geldhilfe einzustellen. Mannerheim hatte dies als eine seiner Bedingungen für die Teilnahme an der Offensive der Nord-Westlichen Armee gefordert. Die Armee hatte keine andere Wahl, als zu versuchen, Petrograd von Süden aus zu erreichen.

### Zustand der Streitkräfte
Mitte Juli verfügte die Nord-Westliche Armee über etwa 21.000 Mann und 70 Kanonen. Die Truppen waren im Allgemeinen jedoch schlecht ausgerüstet. Am 2. August 1919 traf die erste britische Hilfslieferung ein, die das Problem vorübergehend linderte. Die Briten beschränkten sich aber nicht darauf die Nord-Westliche Armee zu versorgen. Am 8. August reiste ihr Vertreter in der Region, Generalleutnant Hubert Gough, nach Tallinn und versammelte lokale alliierte Vertreter und die estnische Regierung auf einem britischen Schiff. Dort bat er um Unterstützung für Judenitsch, trotz des estnischen Misstrauens gegenüber dem Ultranationalismus Judenitschs und seiner Leutnants. Obwohl sie im Falle eines Angriffs auf Petrograd den leicht überlegenen Streitkräften der sowjetischen 7. Armee gegenüberstanden und obwohl ein solcher Vorstoß der weiter südlich gelegenen 11. Armee eine schwache rechte Flanke bieten könnte, unterstützten die Briten die Idee eines Angriffs auf die ehemalige Hauptstadt und versprachen die volle Zusammenarbeit ihrer Marine.
Ende Juli zog Judenitsch nach Narva, um dort persönlich die Vorbereitung der Einheiten zu leiten. Ende August 1919 zählte diese Armee etwas mehr als 16.000 Mann, die meisten davon waren von den Deutschen befreite Kriegsgefangene und Deserteure der bolschewistischen Streitkräfte. Am 5. August 1919 erlitten die Truppen der Nord-Westlichen Armee einen vorübergehenden Rückschlag durch den Verlust von Jamburg. Die Stadt wurde von bolschewistischen Verstärkungstruppen eingenommen, die auf Josef Stalins Ersuchen zur Verteidigung Petrograds entsandt worden waren.

### Verhandlungen mit Estland
Drei Tage später erklärten die Bolschewiki ihre Bereitschaft, die estnische Unabhängigkeit anzuerkennen und ihr Territorium im Austausch für die Räumung des russischen Territoriums nicht zu betreten. Dies schwächte Judenitschs Position. Am 10. August setzten die britischen Militärkommandanten ein Abkommen zwischen Judenitsch und den estnischen Behörden durch, das Koltschak schnell zurückwies und vom Außenministerium missbilligt wurde. Um das Abkommen zu erreichen, hatten die britischen Vertreter die Russen gezwungen, in aller Eile eine neue Regierung zu bilden, die die Bedingungen akzeptieren würde. Mitte August erreichten Nachrichten über britische Aktionen im Baltikum Paris, sehr zum Verdruss der dortigen Regierung. Diese lehnte das Vorgehen Goughs und seiner Untergebenen ab, denn nun musste sie sich einem formellen Anerkennungsersuchen der estnischen Regierung stellen, bevor sie einer Beteiligung an dem Angriff zustimmte. Die Londoner Regierung weigerte sich, weder Judenitschs neue Regierung noch die estnische Regierung anzuerkennen und entließ ihre Vertreter im Baltikum.
Am 20. August lehnte auch die Triple Entente in Paris die Anerkennung der estnischen Unabhängigkeit ab, nachdem es ihr nicht gelungen war, Koltschaks Unterstützung für diese Maßnahme zu gewinnen. Judenitsch selbst brachte schließlich am 30. August seinen Unmut über das Vorgehen der britischen Vertreter zum Ausdruck und brach das Versprechen seiner neuen Regierung, die estnische Unabhängigkeit anzuerkennen. Am folgenden Tag unterbreiteten die Sowjets den Esten einen formellen Friedensvorschlag, der am 14. September auch den anderen Regierungen der Region vorgelegt wurde. Am nächsten Tag stimmten alle zu, Gespräche mit der Sowjetregierung aufzunehmen. Die Triple Entente versuchte die Balten zum Abbruch der Friedensverhandlungen zu bewegen, bot im Gegenzug jedoch nur Ratschläge an. Die baltischen Regierungen reagierten mit der Forderung nach Anerkennung. Alliierte und russische Truppen forderten Unabhängigkeit sowie finanzielle und militärische Hilfe. Keiner von beiden akzeptierte diese Bedingungen. Da die alliierten Truppen weder Unterstützung noch Anerkennung gewährten, signalisierten die Regierungen der Region Moskau am 25. Oktober in Dorpat ihre Bereitschaft zu Friedensgesprächen. Die estnische Entscheidung veranlasste die Briten, die Offensive auf Petrograd als aussichtslos zu betrachten und am 3. Oktober die Verlegung der Truppen der Nord-Westlichen Armee nach Süden zur Verstärkung Anton Iwanowitsch Denikin zu empfehlen. Zu diesem Zeitpunkt hatte die Nord-Westliche Armee jedoch bereits den Vormarsch auf Petrograd begonnen.
Der britische General Frank G. Marsh, der Initiator des erzwungenen Abkommens zwischen Esten und Russen und der Erzwingung der Bildung von Judenitschs neuer Regierung, versuchte Pawel Michailowitsch Bermondt-Awaloff und seine Westrussische Befreiungsarmee zur Zusammenarbeit mit Judenitschs Einheiten zu bewegen, allerdings ohne Erfolg.

### Sommergefechte
Am 18. August versenkten britische Torpedoboote einen sowjetischen Zerstörer und ein sowjetisches U-Boot-Versorgungsschiff. Dadurch konnte ein Angriff auf die Truppen der Nord-Westlichen Armee verhindert werden. Ziel der Torpedoboote war es, entlang der Küste in Richtung Petrograd vorzurücken, obwohl die britische Regierung offiziell nicht im Krieg mit der Regierung von Wladimir Iljitsch Lenin befanden. Am selben Tag beschossen sie Kronstadt, einer von mehreren Angriffen auf sowjetische Einheiten in der Ostsee im Sommer. Dort hatten sie bereits am 18. Juni einen sowjetischen Kreuzer versenkt.
Die Bolschewiki ihrerseits nahmen am 8. September Pskow ein und ließen die Nord-Westliche Armee ohne Stützpunkte auf russischem Gebiet zurück, sodass er der Willkür der Esten ausgeliefert war.

## Feldzug gegen Petrograd

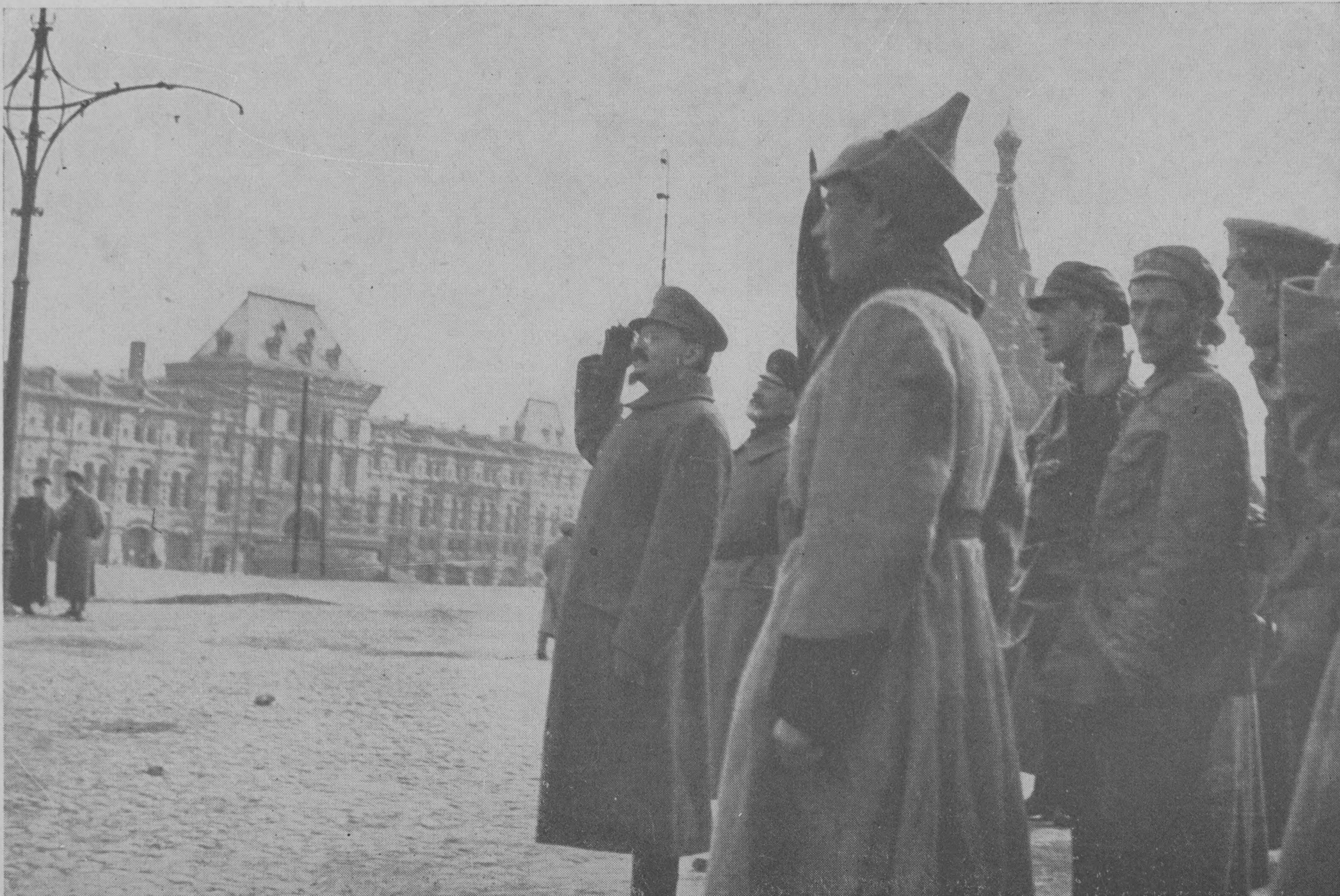
Leo Trotzki bei der Inspektion der Verteidiger von Petrograd

Am 28. September begann die Truppen der Nord-Westlichen Armee mit der Offensive gegen Petrograd. Rund 17.000 Mann, 57 schwere und 700 leichte Geschütze, der Panzerzug Admiral Koltschak und der Panzerzug Dmitri Donskoi, sowie sechs britische Panzer mit britischen Arbeitern wurden in den Kampf geschickt und errangen schnell große Siege. Darunter die Einnahme von Luga, wodurch die Eisenbahnverbindung zwischen Petrograd und Pskow unterbrochen wurde. Die Lage der sowjetischen 7. Armee begünstigte Judenitschs Vormarsch. Diese war über eine sehr breite Front verstreut und davon überzeugt, dass die Friedensverhandlungen mit Estland die Kämpfe in diesem Abschnitt und mit Truppen minderer Qualität ausschlossen. Der Stabschef der Einheit, Oberst Lundquist, informierte die Truppen der Nord-Westlichen Armee zudem über die Schwachstellen der sowjetischen Verteidigung und die Aufstellung der Militäreinheiten.
Trotz anhaltender Desertionen bei den Truppen der Nord-Westliche Armee, eroberten sie am 11. Oktober Jamburg zurück. Bei den Kämpfen um diese Stadt wurde jedoch die Brücke über die Luga zerstört, was den Vormarsch der Zügen und Panzer der Nord-Westlichen Armee behinderte.
Am 17. Oktober fiel Gattschina, der Eisenbahnknotenpunkt zur ehemaligen Hauptstadt. Am selben Tag näherten sich weitere Einheiten, unterstützt von britischer Marineartillerie, der Festung Krasnaja Gorka. Vier Tage später eroberten sie die Pulkowo-Höhen oberhalb Petrograds. Die sowjetische 7. Armee, die etwa 25.500 Mann zählte und mit der Verteidigung der Stadt beauftragt war, war schwer demoralisiert und ihr Kommandeur lief zur Nord-Westliche Armee über.

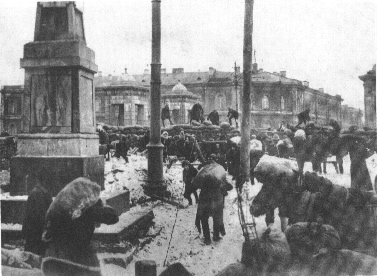
Bau von Sperren in Petrograd gegen die Nord-Westliche Armee

In der Überzeugung, dass die Stadt bald eingenommen werden würde, beging die 3. Division (Oberst Daniil Rodionowitsch Wetrenko) der Nord-Westliche Armee einen Fehler. Sie marschieren auf die Stadt zu ohne die Eisenbahnlinie nach Moskau zu unterbrechen, obwohl sie den Befehl dazu hatte. Leo Trotzki, der eilig entsandt wurde um die Verteidigung der Stadt zu koordinieren, nutzte am 16. Oktober diese Eisenbahnlinie, um Verstärkung und Nachschub in die Stadt zu transportieren. Trotzki, der gegen die Evakuierung Petrograds war, wie einige Bolschewiki sie erwogen, bildete Arbeiterbrigaden, die bald eine breite Verteidigungslinie errichteten, die Judenitschs Einheiten nicht durchbrechen konnten. Die Verteidiger der Stadt verfügten über etwa 100.000 Mann gegen die 15.000 Angreifer, aber sie hatten weniger Waffen um dem Vormarsch der Panzer der Nord-Westlichen Armee entgegenzuwirken.
Am 21. Oktober kam der Vormarsch der Nord-Westlichen Armee zum Stillstand. Noch in derselben Nacht eroberten die Bolschewiki die Pulkowo-Hügel und Zarskoje Selo zurück. Der Nord-Westlichen Armee fehlten die Reserven für einen Gegenangriff und sie mussten sich hastig zurückziehen. Ein neuer Versuch, finnische Hilfe zu erhalten, wurde von der neuen Regierung in Helsinki entschieden zurückgewiesen. Dadurch wurde Judenitsch die notwendige Unterstützung entzogen, um die Belagerung aufrechtzuerhalten und die Stadt einzunehmen.
Stark verstärkt griffen die sowjetische 7. und 15. Armee die Nord-Westliche Armee von Osten und Süden her an und vertrieben sie am 3. November aus Gattschina. Vier Tage später fiel Luga und am Jahrestag der Oktoberrevolution (7. November 1919) vereinigten sich die beiden Streitkräfte vor den Toren Jamburgs, das sie am 14. November einnahmen. Mitte des Monats wurden die durch eine Typhusepidemie stark geschwächten Reste der Nord-Westlichen Armee an die estnische Grenze gedrängt. Am 25. November informierten die britischen Militärkommandanten London über das faktische Ende der Armee. Die Sowjets stoppten die Verfolgung an der Grenze und forderte lediglich die Entwaffnung und Internierung der feindlichen Truppen.

## Auflösung

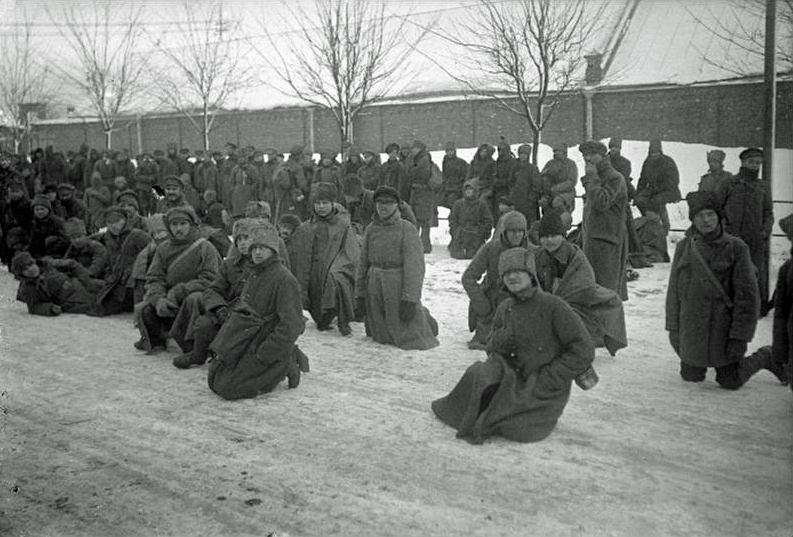
Gefangene Soldaten der Nord-Westliche Armee nach der Kapitulation

Angesichts der verzweifelten Lage der Soldaten und der sie begleitenden Flüchtlinge wurden die Einheiten entwaffnet, um Estland betreten zu können. 15.000 Soldaten und Offiziere wurden entwaffnet und 5.000 von ihnen gefangen genommen. Die Nord-Westliche Armee und Judenitschs Regierung wurden am 5. Dezember offiziell aufgelöst. Estland unterzeichnete am 31. Dezember einen Waffenstillstand mit den Sowjets, gefolgt von einem Friedensvertrag am 2. Februar 1920.
Unter dem Schutz der Briten verließ Judenitsch Tallinn Anfang 1920 ins Exil und ließ rund zehntausend Soldaten und zwanzigtausend Flüchtlinge unter entsetzlichen Bedingungen zurück. Trotzki wiederum erhielt für seinen Beitrag zur Verteidigung Petrograds den Rotbannerorden, die höchste sowjetische Militärauszeichnung.
Das letzte Krankenhaus für die an Typhus erkrankten Soldaten der Nord-Westlichen Armee wurde am 13. November 1920 geschlossen.

## Gliederung
Zum Beginn der Herbstoffensive auf Petrograd bestand die Nord-Westliche Armee aus dem 1. Schützenkorps unter Generalleutnant Alexei Petrowitsch Palen. Ihm unterstellt waren:

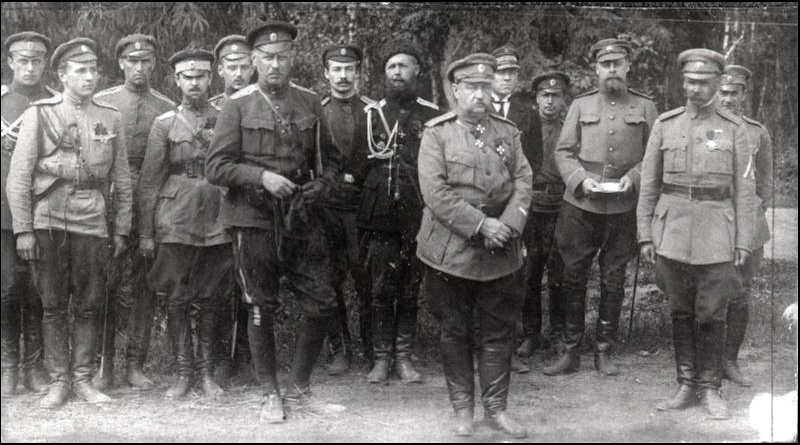
General Judenitsch bei einem Besuch der 2. Division

- 2. Division Rodzianko (Generalmajor Michail Wladimirowitsch Jaroslawzew)
  - 5. Ostrowski-Regiment
  - 6. Talabski-Regiment
  - 7. Ural-Regiment
  - 8. Semjonowski-Regiment
- 3. Division (Oberst Daniil Rodionowitsch Wetrenko)
  - 9. Wolynski-Regiment
  - 10. Temnizki-Regiment
  - 11. Wjatski-Regiment
  - 12. Krasnogorski-Regiment
- 5. Liwenskaja-Division (Hauptmann Kliment Iwanowitsch Dydorow)
  - 17. Libawski-Regiment
  - 18. Rischski-Regiment
  - 19. Poltawski-Regiment
  - 20. Tschudski-Regiment

Das 2. Schützenkorps stand unter dem Kommando von Generalleutnant Jewgeni Konstantinowitsch Arsenjew. Ihm unterstellt waren:
- 4. Division (Generalleutnant Alexander Nikolajewitsch Dolgorukow)
  - 13. Narva-Regiment
  - 14. Wosnessenski-Regiment
  - 15. Velikoostrovsky Regiment
  - 16. Litauisches Regiment
- Separate Brigade (Generalmajor Kasimir-Stanislaw Antonowitsch Jeschewski)
  - 21. Pskower Regiment
  - 22. Denikin-Regiment
  - 23. Petschersk-Regiment

Die 1. Separate Division stand unter dem Befehl von Generalleutnant Anton Fjodorowitsch Dseroschinski. Ihm unterstanden das:
- 1. St. Georgs-Regiment
- 2. Revel-Regiment
- 3. Kolyvan-Regiment
- 4. Gdov-Regiment

Weitere separate Truppenteile waren:

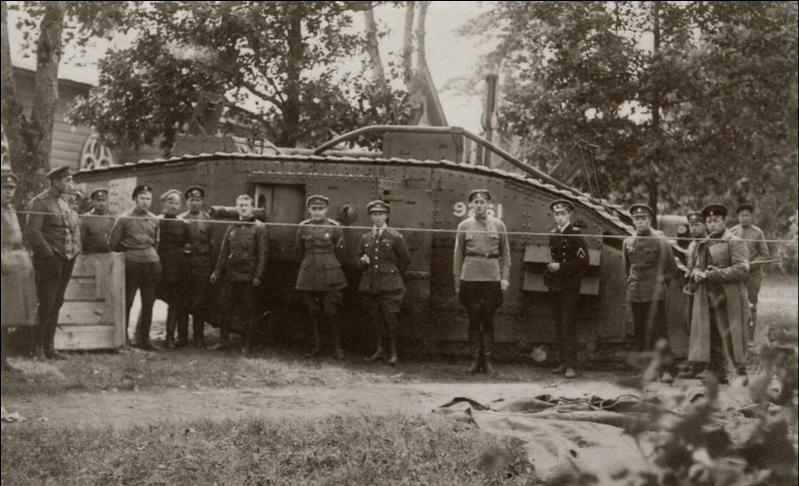
Einer der vier schweren britischen Panzer Mark V

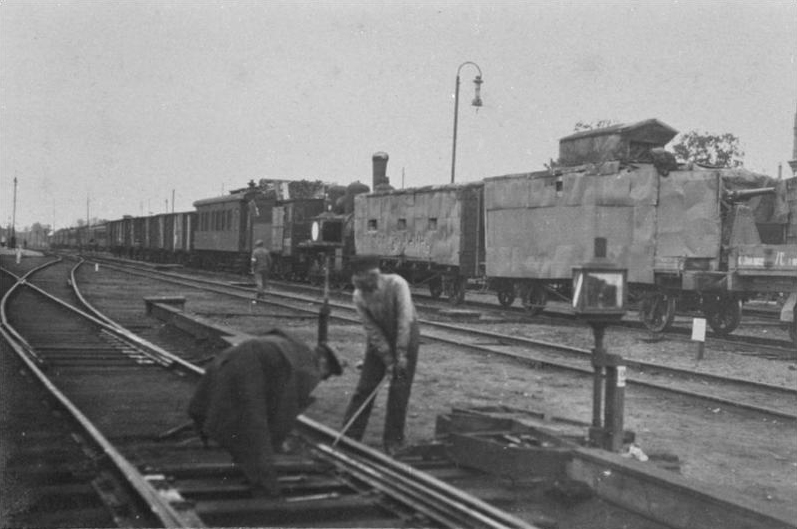
Panzerzug Talabtschanin

- Kavallerieregiment Bulak-Balakhovich (General Stanislau Bulak-Balachowitsch)
- Reiter-Jäger-Regiment
- 1. Reserveregiment
- 2. Reserveregiment
- Landungsmarineabteilung
- Separates Panzerbataillon (Hauptmann 1. Ranges Pawel Ottonowitsch Schischko mit vier schwere britischen Panzern)
- Panzerzug Admiral Koltschak
- Panzerzug Admiral Essen
- Panzerzug Talabtschanin
- Panzerzug Pskowitjanin
- Luftfahrtabteilung (Stabskapitän Timofei Andrejewitsch Tarakus-Tarakusio)

## Personal
Die Personalstärke der Armee veränderte sich im Laufe der Zeit nur in einem geringen Maße. So gab es im Juli 1919 17.500 Soldaten und Offiziere. Im Oktober 1919 hatte die Armee eine Mannstärke von 18.500 erreicht und damit die höchste Zahl während ihres Bestehens. Im November 1919 war die Mannstärke bereits auf 15.000 gefallen. In der gesamten Armee gab es 53 Generäle und 10 % der Offiziere waren Berufsoffiziere.
| Dienstzeit                          | Dienstgrad             | Name                              | Bild |
| ----------------------------------- | ---------------------- | --------------------------------- | ---- |
| 19. Juni 1919 – 2. Oktober 1919     | Generalmajor           | Alexander Pawlowitsch Rodsjanko   |      |
| 2. Oktober 1919 – 28. November 1919 | General der Infanterie | Nikolai Nikolajewitsch Judenitsch |      |
| 28. November 1920 – 22. Januar 1920 | Generalleutnant        | Pjotr Wladimirowitsch Glasenap    |      |

## Gedenkorte
Im Sommer 1991 wurde auf den Pulkowo-Höhen bei Leningrad auf Initiative und durch die Bemühungen der Organisation Russisches Banner ein Denkmal für die Soldaten der Nord-Westliche Armee. Dies war das erste Denkmal in der Geschichte der UdSSR, das mit der Geschichte der Weißen Bewegung verbunden war. Das Denkmal war ein großes orthodoxes achtzackiges Kreuz, in dessen Betonsockel eine Bronzetafel mit der Abbildung einer Dornenkrone und eines Schwertes, den Jahreszahlen „1917–1920“ und einer Widmungsinschrift eingelassen war. An der Eröffnung des Denkmals nahmen mehr als 200 Personen teil, darunter Vertreter patriotischer Organisationen und militärhistorischer Vereine der nördlichen Hauptstadt und Moskaus. Im Fernsehen wurde ein Bericht über dieses Ereignis ausgestrahlt, der bei den damaligen Zuschauern gemischte Reaktionen hervorrief. Zwischen 1991 und 2019 wurde das Denkmal mehr als 13 Mal von politischen Gegnern der Weißen Bewegung zerstört aber jedes Mal von Mitgliedern verschiedener patriotischer Organisationen und der orthodoxen Gemeinde von Sankt Petersburg wieder aufgebaut.
In Baltischen Ländern gibt es mehrere Friedhöfe und Gedenkorte für die Nord-Westliche Armee.

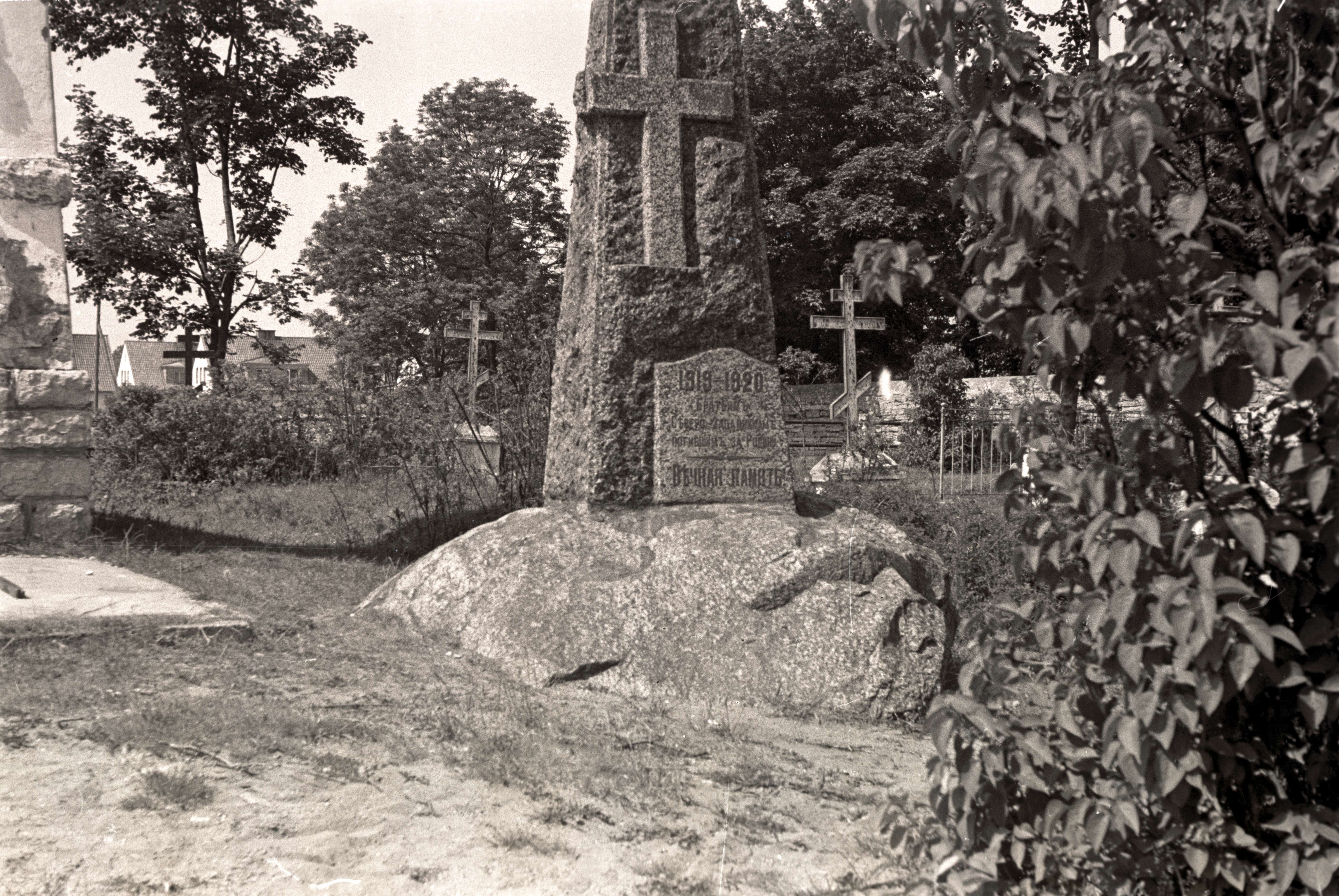
Kopli-Friedhof, Tallinn, 1951
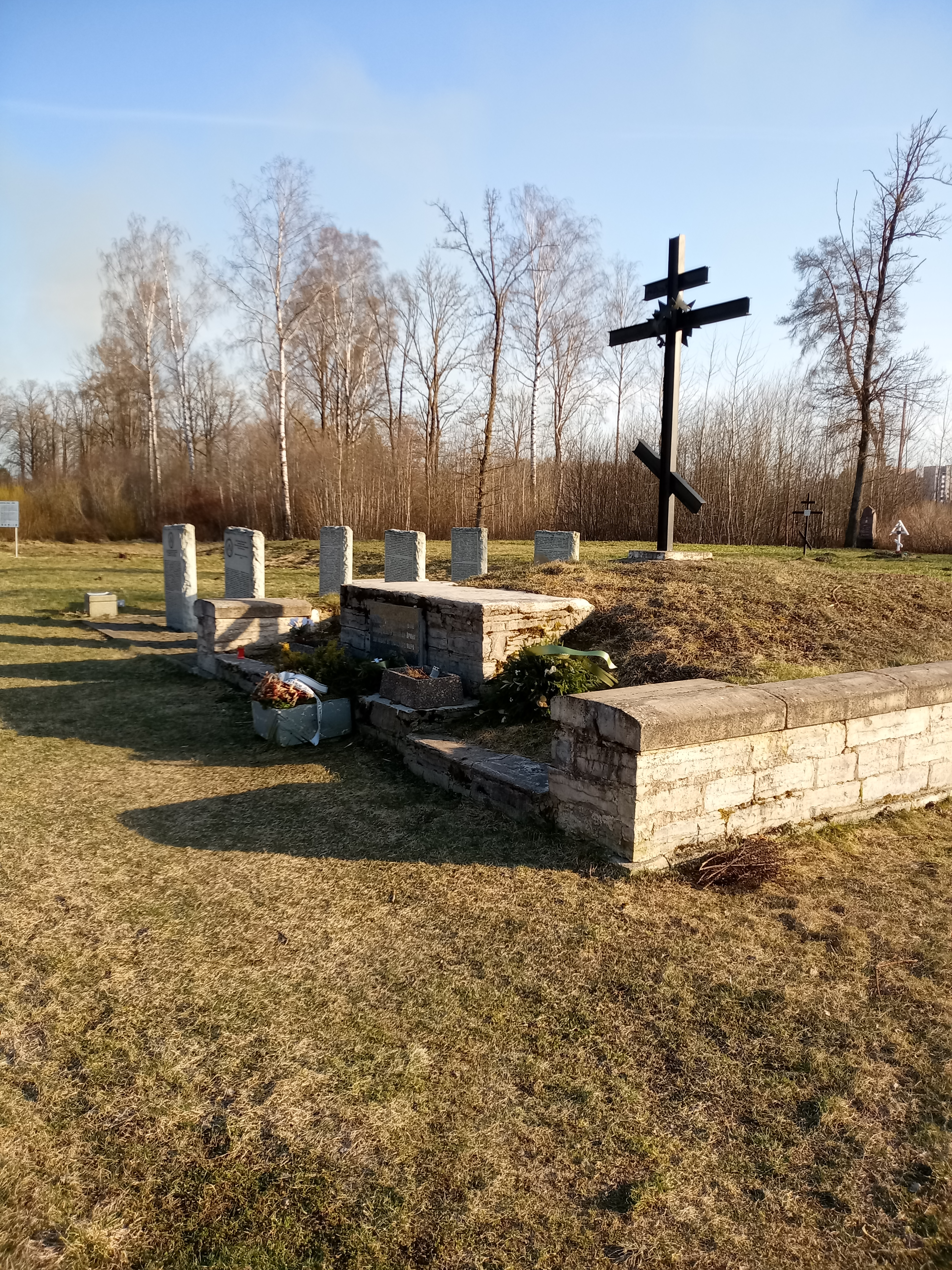
Bruderfriedhof in Narva, 2021
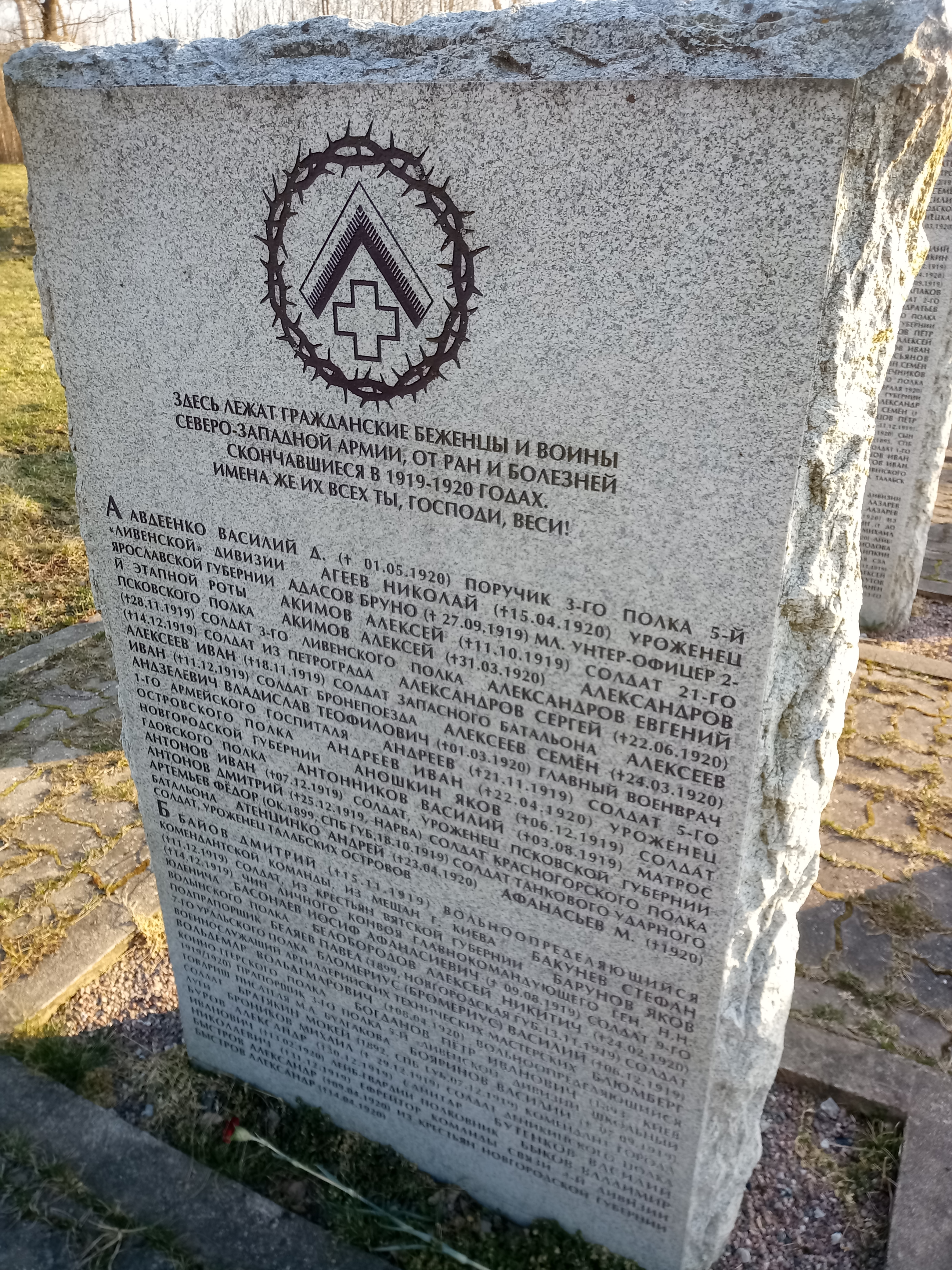
Narva, 2021
Friedhof des Klosters Pyukhtitsa
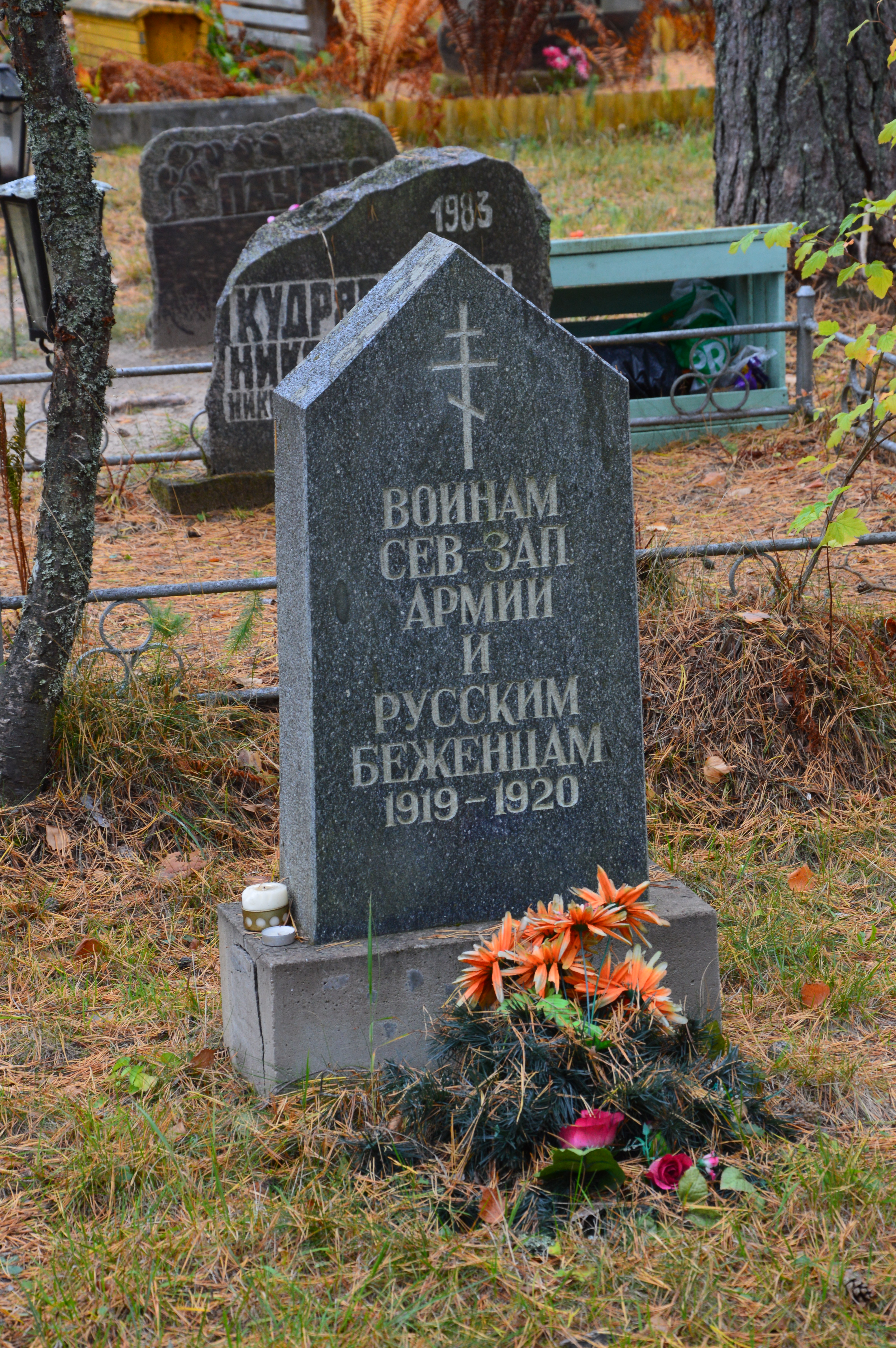
Alayõe-Friedhof, 2014
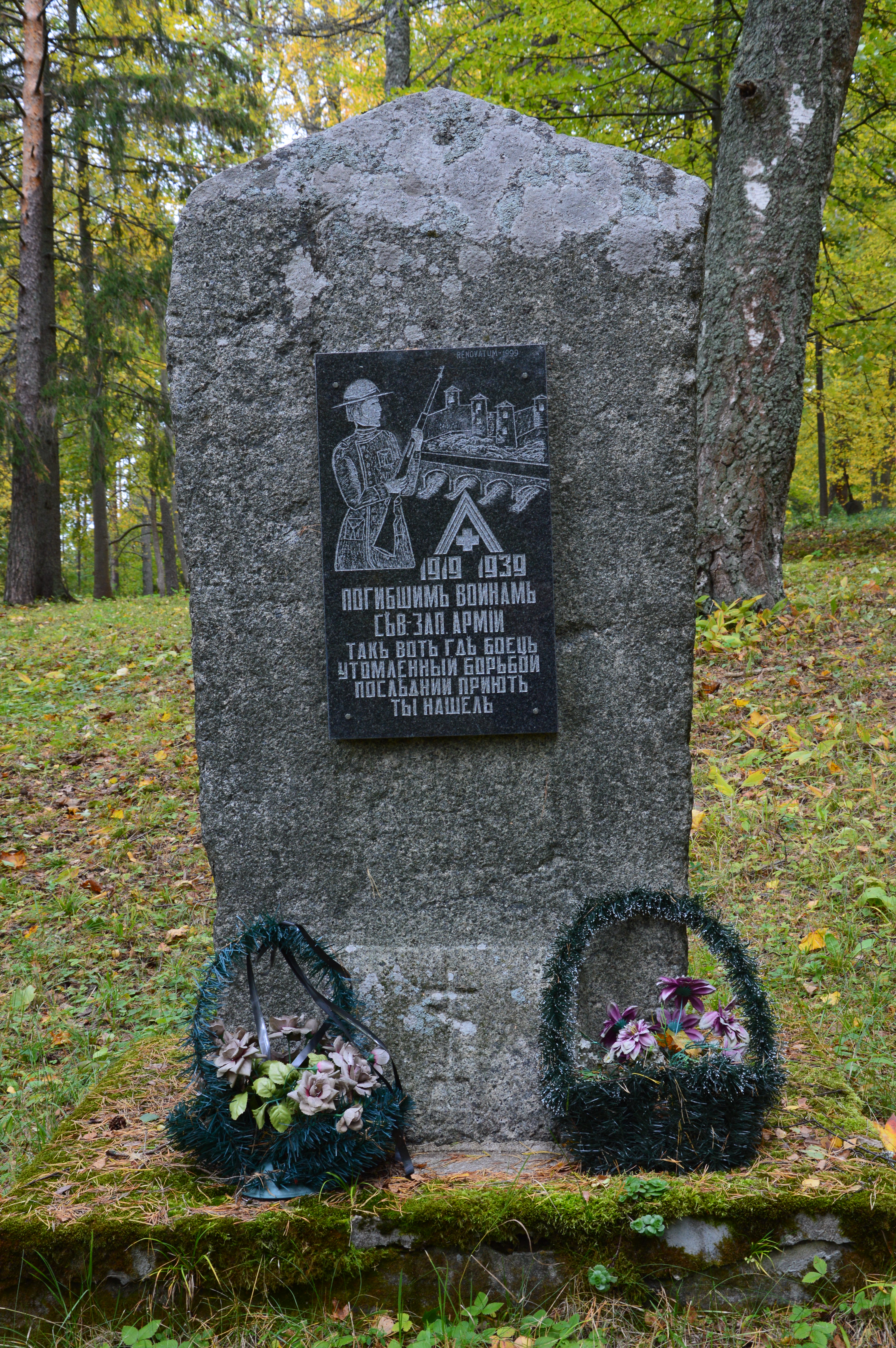
Iizaku-Friedhof, 2014

Soldaten der Nord-Westliche Armee, die in den Typhuskrankenhäusern von Kopli starben, wurden auf dem Bruderfriedhof Kopli begraben. Von 1936 bis 1951 stand auf dem Territorium des Friedhofs die St.-Georgs-Kapelle des Architekten Alexander Ignatjewitsch Wladowski. Diese wurde jedoch von den sowjetischen Behörden abgerissen. Am 27. Januar 2022 fand im Beisein des Bürgermeisters von Tallinn die Grundsteinlegung der restaurierten Kapelle statt. Auf der Kapelle wurde eine vollständig gegossene Kuppel mit einem Gewicht von etwa 3,2 Tonnen installiert. Am 2. Juni 2022 wurde über der Kuppel der Kirche ein Kreuz errichtet. Die feierliche Eröffnung der Kapelle fand am 16. Dezember 2022 statt. Die Kosten der Bauarbeiten beliefen sich auf 530.000 Euro.

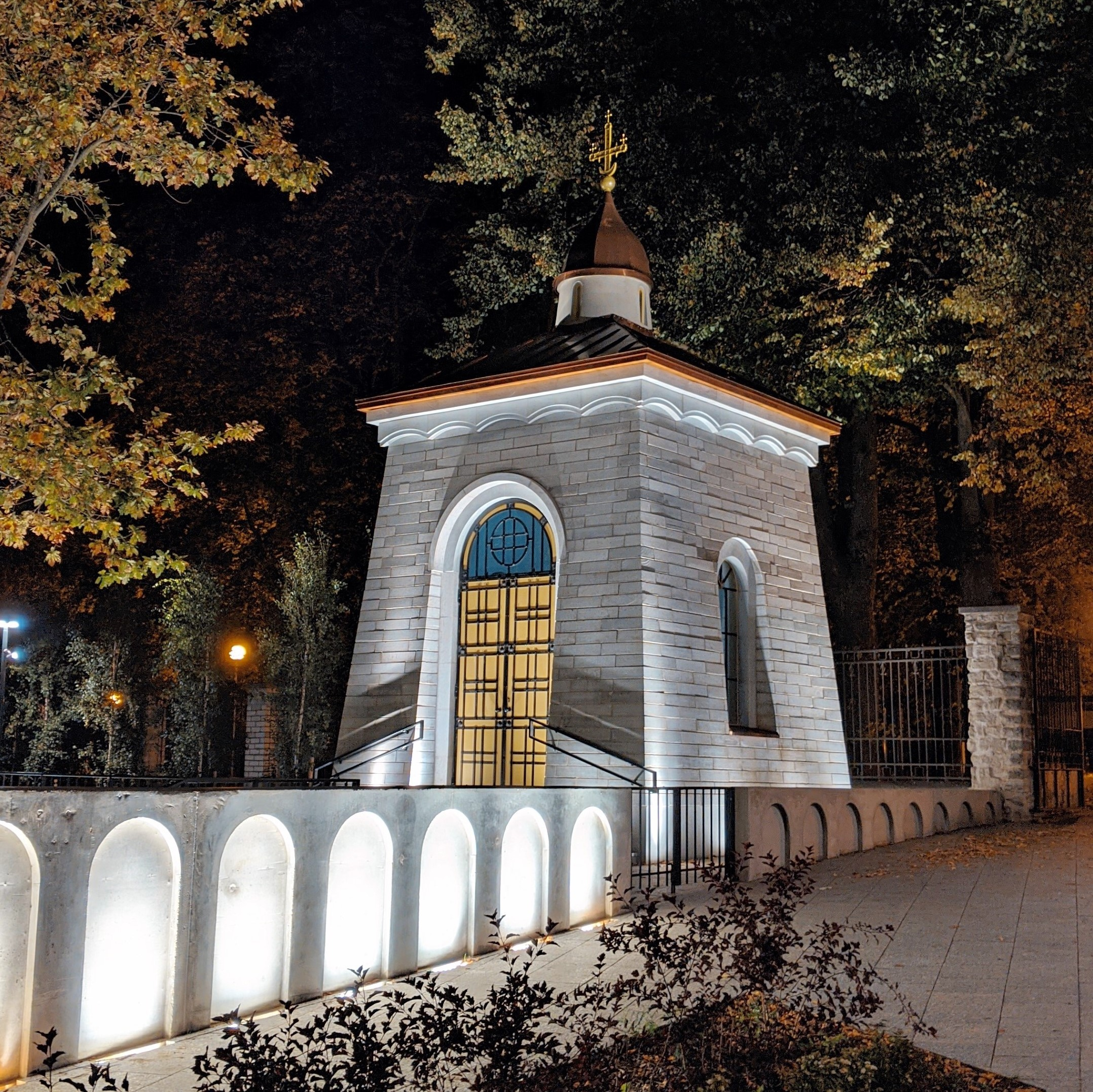
neue St.-Georgs-Kapelle